# Fiel (concejo)
Un fiel o fiel ejecutor (en latín, Magistatus justi ponderis et pretii in macello conservator) en la Edad Media era un cargo de funcionario municipal en los concejos o cabildos castellanos.
Su cometido era fiscalizador, encargándose de inspeccionar los pesos y medidas que utilizaban los que venden mercancías y comprobar que se cumplían las reglamentaciones sobre precios en loa mercados.